# Anton Bodenstein
Anton Bodenstein, auch Antonius Bodenstein (* um 1517 in Wittenberg, Kurfürstentum Sachsen; † 1572 in Marienburg, Polnisch-Preußen) war ein deutscher evangelischer Prediger in Mähren, Preußen und dem Herzogtum Braunschweig.

## Leben
Bodenstein war ein Sohn des Bäckers Michael Bodenstein aus Wittenberg, eines Bruders des Reformators Andreas Bodenstein von Karlstadt. 1530 wurde er in Wittenberg erwähnt. Im Winter 1540/41 war er an der dortigen Universität immatrikuliert. 1543 ging Bodenstein auf Empfehlung von Philipp Melanchthon zu Johannes Brenz nach Schwäbisch Hall in Süddeutschland.
Danach ging Bodenstein nach Mähren (Fulnek?), wo er Kontakt zu den Böhmischen Brüdern bekam. Mit ihnen zog er um 1548 in das Herzogtum Preußen, wo er 1549 evangelischer Prediger an der Domkirche in Marienwerden wurde.
1553 wurde Bodenstein als Pfarrer im braunschweigischen Osterode erwähnt. Dort kritisierte er das Kirchenregiment des Herzogs und musste den Ort (nach 1554) wieder verlassen.
1557 wurde er Pfarrer im polnisch-preußischen Thorn. Dort kam es zu Auseinandersetzungen mit einem Amtskollegen, wegen seiner Nähe zu den Böhmischen Brüder. Diese lehnten jedoch ein Aufnahmersuchen Bodensteins ab.
Darauf ging er 1558 nach Marienburg, wo er wahrscheinlich 1572 starb.